# Eugenia williamsiana
Eugenia williamsiana är en myrtenväxtart som beskrevs av Neil Snow. Eugenia williamsiana ingår i släktet Eugenia och familjen myrtenväxter.
Artens utbredningsområde är Madagaskar. Inga underarter finns listade i Catalogue of Life.